# Sorno-Rosendorfer-Buchten
Das Naturschutzgebiet Sorno-Rosendorfer-Buchten liegt auf dem Gebiet der Stadt Senftenberg im Landkreis Oberspreewald-Lausitz in Brandenburg.
Das Gebiet mit der Kenn-Nummer 1638 wurde mit Verordnung vom 10. April 2014 unter Naturschutz gestellt. Das rund 1090 ha große Naturschutzgebiet (NSG) (mit rund 125 ha Wasserfläche) erstreckt sich nördlich von Groß- und Kleinkoschen, südlich von Sedlitz und östlich der Kernstadt Senftenberg. Westlich, am westlichen Rand und südlich verläuft die B 96. Nördlich erstreckt sich der Großräschener See, östlich (teilweise auch im NSG) der Geierswalder See, östlich der Partwitzer See, nördlich (teilweise auch im NSG) der Sedlitzer See und südlich der Senftenberger See. Südlich fließt die Schwarze Elster, am östlichen Rand verläuft die Landesgrenze zu Sachsen.
Es liegt zum Großteil auf Kippenböden einer Bergbaufolgelandschaft, bei den Seen handelt es sich um die gefluteten Braunkohletagebaue Sedlitz und Koschen. Das Gebiet ist seit April 2014 geschützt. Der Name erinnert an die durch den Tagebau devastierten Orte Sorno und Rosendorf.
Geschützt sind vor allem die Schwimmblatt- und Verlandungszonen, Pionierfluren der Bergbaufolgelandschaft, Sandtrockenrasen und Reste alter Wälder. Zu den schützenswerten Pflanzenarten im NSG gehören Tausendgüldenkraut, Sand-Strohblume Strand-Grasnelke und Heide-Segge, zu den Tierarten gehören Seeadler, Kranich, Drosselrohrsänger und Sandschrecke.
Durch das NSG verläuft eine Straße, die zum Aussichtsturm Rostiger Nagel am Sornoer Kanal führt. Um das NSG kam im Jahr 2021 die Forderung auf, diese Straße für den PKW-Verkehr zu sperren.